# Женщины в Албании
Албанские женщины — это женщины, проживающие в Албании или являющиеся выходцами из неё. Первая женская ассоциация в этой балканской стране была основана в 1909 году Женщины из северных гегских районов Албании живут в консервативном и патриархальном обществе, в котором им отводится подчинённая по отношению к мужчинам роль. Эта ситуация сохраняется несмотря на переход страны к демократии и рыночной экономике после падения коммунистического режима. Культура гегских албанцев базируется на 500-летнем «Кануне» Леки Дукаджини, традиционном своде албанских правовых обычаев. Согласно ему главная роль женщины заключается в заботе о детях и доме.

## История и обычаи
Согласно статье в американском журнале The Literary World (Boston) за 1878 год албанские женщины имели право носить оружие.
Британская исследовательница Эдит Дарем отмечала в 1928 году, что албанские деревенские женщины были более консервативны в поддержании традиций, таких, например, как призыв к мести, подобно женщинам в Древней Греции.

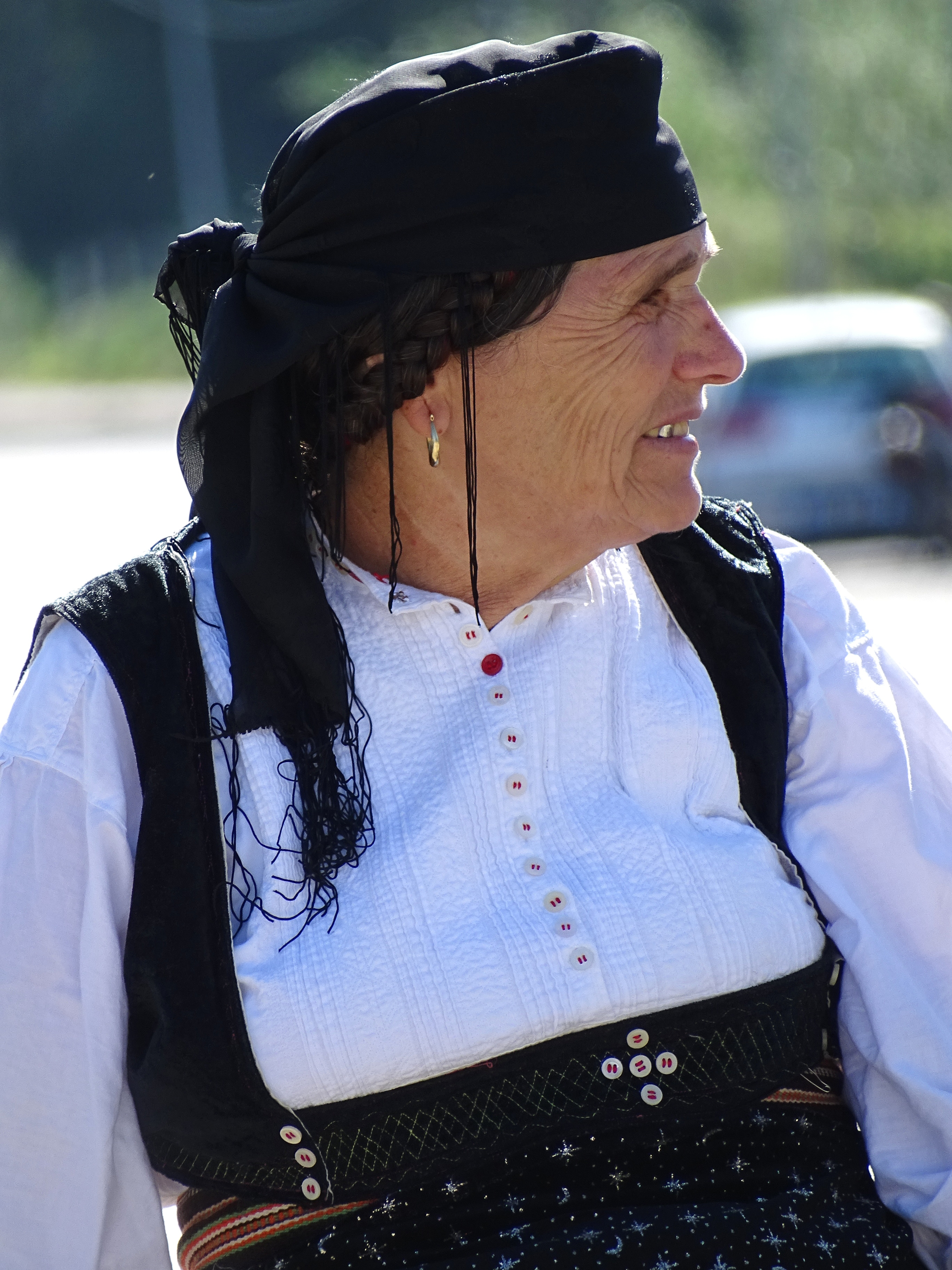
Пожилая женщина с севера Албании в традиционной одежде

До Второй мировой войны некоторые гегские женщины зачастую становились «сожительницами» мужчин, живущих в горных районах. Важность, придаваемая гегскими мужчинами девственности своих невест, привела к тому, что женщины платят за восстановление своей девственности. Несмотря на риск заражения инфекцией и воспалений, гегские женщины соглашаются на тайную «простую 20-минутную гинекологическую» операцию, которая проводится в соответствующих клиниках в гегских городах. Женихи приводят в те же клиники своих невест, если у тех не было кровотечения в первую брачную ночь.
Рождение девочек традиционно менее желанно чем мальчиков в патриархальном обществе гегских албанцев. Из-за того, что желанию иметь сыновей придаётся большое значение, беременных албанских женщин принято приветствовать фразой të lindtë një djalë, что переводится как «Да будет сын».
Лабы из Лаберии, регионе на юго-западе Албании, также живут в патриархальным обществе. Как и среди черногорцев, женщин в Лаберии принято заставлять выполнять всю тяжёлую работу.

### Клятвенные девственницы

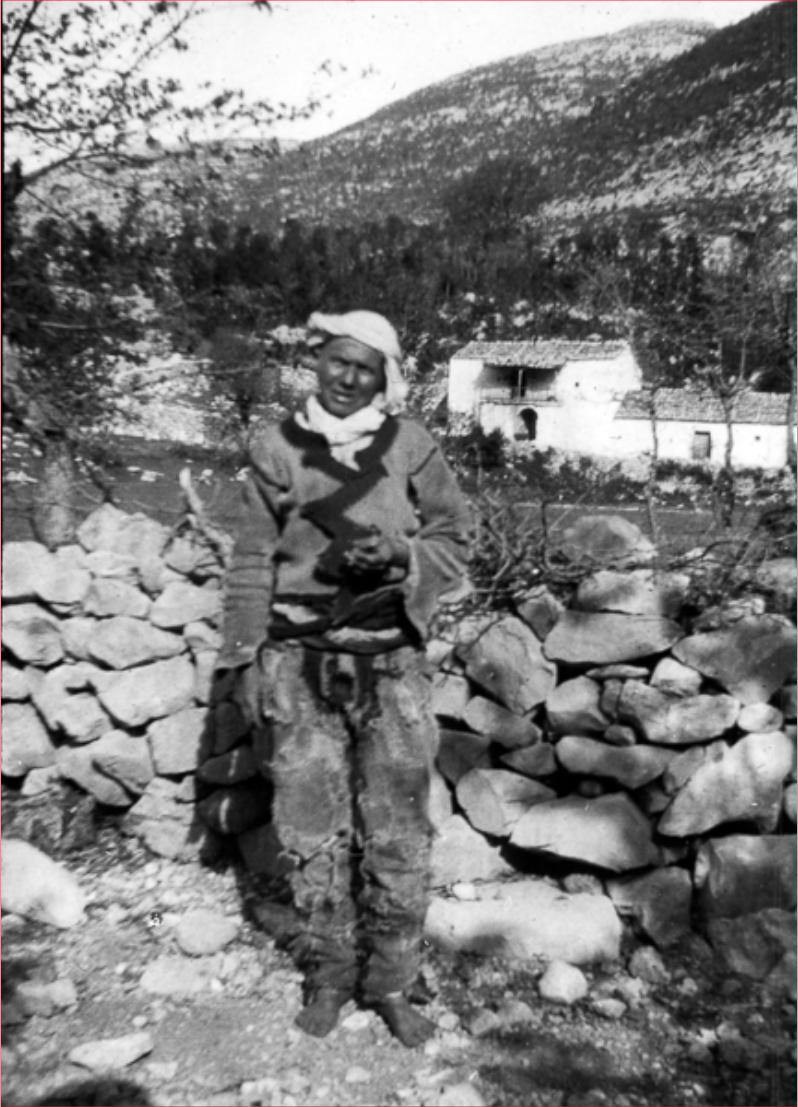
Клятвенная девственница в Рапше, Хоти, османская Албания, начало XX века.

В прошлом в семьях, не имевших своих патриархов, незамужние албанские женщины могли взять на себя роль её главы, поклявшись хранить свою девственность. Клятвенные девственницы имели право жить как мужчины, носить оружие, владеть имуществом, свободно передвигаться, одеваться как мужчины, брать мужские имена, если они этого хотят, отстаивать автономию своего рода, избегать браков по договорённости и в компании мужчин находиться на равном с ними положении.

## Защита прав женщин

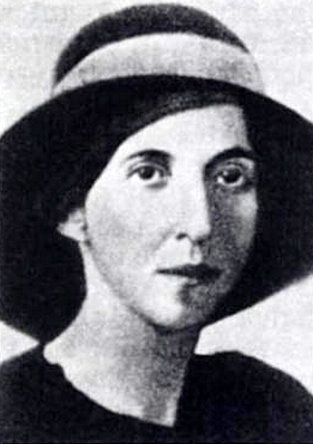
Урани Румбо (1895—1936) — албанская феминистка, учительница и драматург, защищавшая идею женского образования.

В XIX веке Сами Фрашери впервые озвучил идею получения образования албанками, аргументируя её тем, что это укрепит общество, предоставив образованным женщинам возможность учить и своих детей. В конце того же века некоторые женщины из городских элит, получившие образование в Западной Европе, осознали необходимость в повышении уровня образования женщин в самой Албании. В 1891 году Севасти и Параскеви Кириази основали в Корче первую среднюю школу для девочек в Албании, а в 1909 году — первую женскую организацию в стране — «Утреннюю звезду» (алб. Yll’i Mëngesit), ставившей своей целью расширение прав женщин за счёт повышения уровня их образования.
Развитие женского движения в Албании было прервано Первой мировой войной, но возобновилось, когда после войны Албания встала на путь независимого государства. Сёстры Кириази основали в Корче организацию Perlindja, издававшую газету Mbleta. В 1920 году Шаке Чоба основала в Шкодере местную женскую организацию «Албанская женщина» (алб. Gruaja Shqiptare), а вскоре общества с таким названием появились в Корче, Влёре и Тиране. В 1920 году группа активисток в Гирокастре, в том числе Урани Румбо, основала «Союз женщин» (алб. Lidhja e Gruas), одну из самых влиятельных феминистских организаций, выступавших за эмансипацию албанок и их право на образование. Они опубликовали своё заявление в газете «Дрита», протестуя против дискриминации женщин и социального неравенства. В 1923 году Румбо участвовала в кампании по предоставлению девочкам посещать «мужской» лицей Гирокастры. Албанское женское движение поддерживали образованные представительницы городских элит, которые вдохновлялись примером политики государственного феминизма, проводимой тогда турецким лидером Кемалем Ататюрком.
Во время правления албанского короля Ахмету Зогу (в 1928—1939 годах) права женщин защищались государством посредством деятельности национальной государственной организации «Албанская женщина», проводившей прогрессивную политику и обеспечивавшей женщинам право на образование и профессиональную деятельность, равные права на наследство, развод. Вводился запрет на браки по договорённости и по принуждению, а также на полигамию, помещение женщин в гаремы и принуждение их к ношению чадры. На практике эта прогрессивная политика ограничивалась лишь космополитичных городских элит и мало повлияла на жизнь большинства женщин Албании.
В 1920 году женщинам было предоставлено ограниченное избирательное право, а в 1945 году все женщины получили это право. При коммунистическом режиме в Албании продвигалась официальная идеология гендерного равенства. По итогам первых демократических выборов после падения коммунизма количество женщин-депутатов в албанском парламенте сократилось с 75 до 9. В переходный период после 1991 года положение женщин ухудшилось. Началось возрождение религии, что в контексте ислама это иногда приводило к тому, что женщины возвращались к традиционной для себя роли матери и домохозяйки.

## Брак, рождаемость и семейная жизнь
Суммарный коэффициент рождаемости в Албании составляет 1,5 ребёнка на одну женщину (оценка 2015 года), что ниже уровня воспроизводства населения 2,1. Уровень использования противозачаточных средств довольно высок — 69,3 % (2008—2009 годы). Большинство албанок создают семью в возрасте от 20 до 25 лет. По состоянию на 2011 год средний возраст вступления в первый брак составлял 23,6 года для женщин и 29,3 года для мужчин.
В некоторых сельских районах Албании до сих пор заключаются браки по договорённости, а общество остаётся довольно патриархальным и традиционным, следующим ценностей кануна. Уровень урбанизации в Албании низок по сравнению с другими европейскими странами — лишь 57,4 % от общей численности населения по состоянию на 2015 год. Хотя насильственные браки в целом не одобряются обществом, они остаются «довольно распространённым явлением в стране, особенно в сельских и отдалённых районах», в которых девочек и женщин «очень часто принуждают к браку из-за патриархального менталитета и бедности».
Аборты в Албании были полностью легализованы 7 декабря 1995 года. Они могут осуществляться по требованию матери до 12-й недели беременности. Женщины должны пройти консультацию за неделю до этой процедуры, а больницам, которые делают аборты, запрещается разглашать информацию о своих пациентках.
Во время правления Энвера Ходжи в стране проводилась наталистская политика, вынуждавшая женщин делать незаконные аборты или осуществлять их самостоятельно. В итоге, Албания стала второй по уровню материнской смертности страной во всей Европе. Оценочно 50 % всех случаев беременности в Албании заканчивались абортом.

## Трудоустройство
В коммунистическую эпоху большой процент женщин трудился на оплачиваемых работах. Последовавший переходный период в Албании был отмечен быстрыми экономическими изменениями и нестабильностью. Рынок труда столкнулся со многими проблемами, характерными для большинства стран с переходной экономикой, такими как потеря рабочих мест во множестве секторов, которая не была в достаточной мере компенсирована появлением в экономике новых секторов. По состоянию на 2011 год уровень занятости молодых женщин составлял 51,8 %, а у молодых мужчин — 65,6 %.

## Образование

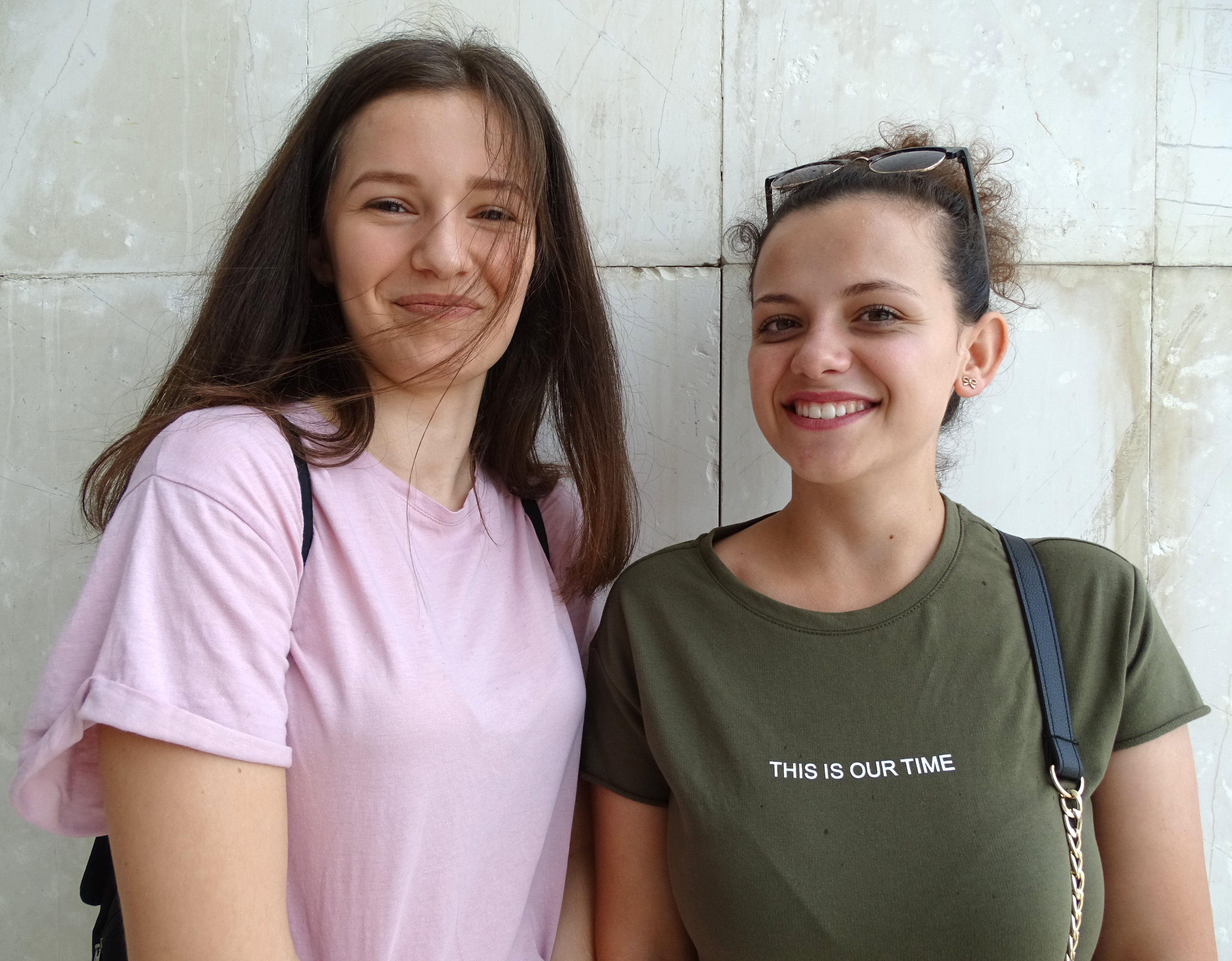
Молодые албанские студентки в Тиране

Ещё в 1946 году около 85 % населения Албании было неграмотным, главным образом потому, что до обретения независимости в 1912 году в стране практически не существовало школ с обучением на албанском языке. До середины XIX века османские власти запрещали использование албанского языка в школах. Коммунистический режим уделял первостепенное внимание образованию, которое включало обучение населения простейшей грамотности, а также навязывание в школах социалистической идеологии. По состоянию на 2015 год уровень грамотности среди женщин (96,9 %) был совсем немного ниже, чем среди мужчин (98,4 %).

## Насилие против женщин
В начале XXI века албанские власти предприняли ряд мер для решения проблемы насилия над женщинами, включая принятие Закона № 9669/2006 (Закона о мерах против насилия в семейных отношениях) и ратификацию Стамбульской конвенции.